# Tuomas Tarkki
Tuomas Tarkki (ur. 28 lutego 1980 w Rauma) – fiński hokeista, reprezentant Finlandii, trener.
Jego brat Iiro (ur. 1985) także został bramkarzem hokejowym.

## Kariera
- Lukko U-18 (1995-1998)
- Lukko U-20 (1997-2001)
- Northern Michigan University (2001-2005)
- Gwinnett Gladiators (2005)
- Chicago Wolves (2005-2006)
- Kärpät (2006-2010)
  -  Hokki (2006)
- MODO (2010-2011)
- Nieftiechimik Niżniekamsk (2011-2012)
- JYP (2012-2016)
- BK Mladá Boleslav (2016)
- Rungsted Seier Capital (2017)

Wychowanek klubu Lukko. Od lipca 2012 zawodnik JYP. W listopadzie przedłużył kontrakt o rok. Od lipca do grudnia 2016 zawodnik czeskiego klubu BK Mladá Boleslav. Od stycznia 2017 był zawodnikiem duńskiego Rungsted Seier Capital. Po sezonie 2016/2017 zakończył karierę zawodniczą.
Od 2017 trener bramkarek w żeńskiej drużynie Oulun Kärpät.

## Sukcesy
Klubowe
- Złoty medal mistrzostw Finlandii: 2007, 2008 z Kärpät
- Srebrny medal mistrzostw Finlandii: 2009 z Kärpät
- Brązowy medal mistrzostw Finlandii: 2013, 2015 z JYP
- European Trophy: 2013 z JYP

Indywidualne
- NCAA 2004/2005:
  - Najlepszy bramkarz sezonu
  - Najlepszy zawodnik sezonu
  - Hobey Baker Award
  - Skład gwiazd
- SM-liiga (2006/2007):
  - Najlepszy zawodnik miesiąca - październik 2006
  - Pierwsze miejsce w klasyfikacji średniej goli straconych na mecz w sezonie zasadniczym: 2,00
  - Pierwsze miejsce w klasyfikacji skuteczności interwencji w sezonie zasadniczym: 93,4%
  - Najlepszy bramkarz sezonu (Trofeum Urpo Ylönena)
  - Skład gwiazd sezonu
- SM-liiga (2007/2008):
  - Pierwsze miejsce w klasyfikacji skuteczności interwencji w sezonie zasadniczym: 93,2%
  - Najlepszy bramkarz sezonu (Trofeum Urpo Ylönena)
  - Najlepszy zawodnik w fazie play-off (Trofeum Jariego Kurri)
  - Skład gwiazd sezonu
- European Trophy 2013:
  - Pierwsze miejsce w klasyfikacji European Star Award: 12 punktów